# Louis Malet de Graville
Louis Malet de Graville (c. 1440-30 de octubre de 1516) fue un oficial militar francés, Almirante de Francia, político y mecenas del arte. Provenía de una antigua familia de Normandía; uno de sus ancestros fue Guillermo Malet, un compañero de Guillermo el Conquistador, que participó en la Batalla de Hastings en 1066. El padre de Louis Malet de Graville fue consejero y chambelán de los reyes Carlos VII y Luis XI. En 1463, el padre de Louis fue hecho prisionero por las tropas inglesas. En consecuencia, Louis asumió algunos de los cargos de su padre y comenzó una exitosa carrera en el centro de la política francesa. Finalmente, serviría a cuatro reyes franceses: Luis XI, Carlos VIII, Luis XII y Francisco I.
Luis XI tomó a Malet de Graville bajo su protección, y ambos desarrollaron una estrecha relación. Malet de Graville ascendió en los rangos y recibió misiones delicadas por parte del rey. Realizó misiones diplomáticas y participó en operaciones militares. Tras la muerte del rey, continuó sirviendo durante la regencia de Ana de Francia y su esposo Pedro II, duque de Borbón. Desarrolló una relación cercana con Ana, convirtiéndose en un miembro central del consejo real y siendo el segundo en poder solo después de los regentes. Su apoyo inquebrantable a los regentes durante los disturbios conocidos como la «Guerra loca» y la subsiguiente guerra franco-bretona, organizando la campaña militar junto con Luis II de la Trémoille, le aseguró su benevolencia. En 1483, se le otorgó el cargo de Almirante de Francia, una posición prestigiosa y lucrativa. Además, fue nombrado gobernador de Normandía; capitán de los puertos de Saint-Malo, Dieppe y Honfleur; y caballero de la Orden de San Miguel.
A partir de 1491, Louis fue parcialmente relegado en la corte, y en 1494 se retiró por un tiempo a su principal propiedad en Marcoussis. Sin embargo, su experiencia y peso político lo hicieron, hasta cierto punto, indispensable para la corona, y pronto recuperó muchos de los cargos que había perdido temporalmente. Murió el 30 de octubre de 1516 en su castillo en Marcoussis.
Además de su carrera política y militar, Louis organizó esfuerzos de modernización y reconstrucción en sus dominios, en un intento por estimular la economía tras la devastación de la Guerra de los Cien Años. Mandó reparar iglesias y construir molinos, palomares, estanques de peces y mercados. Louis también fue un activo mecenas del arte y, especialmente, un gran coleccionista de libros. Encargó varios manuscritos iluminados, a menudo suntuosamente decorados y de gran formato, en especial sobre temas históricos y romances de caballería.

## Antecedentes
Louis Malet de Graville provenía de una antigua familia noble de Normandía, específicamente del Pays de Caux. La tradición sostiene que uno de sus antepasados fue compañero de Rollón, el primer gobernante de Normandía. Más seguro es el hecho de que Guillermo Malet (fallecido en 1071), uno de los compañeros de Guillermo el Conquistador que participó en la Batalla de Hastings en 1066, fue un ancestro suyo. Aproximadamente en la misma época, otro de sus antepasados acompañó a Godofredo de Bouillón en la Primera Cruzada.
Tras la conquista normanda, la familia desarrolló dos ramas, una francesa y otra inglesa. Otro Guillermo Malet, probablemente de la rama inglesa, fue uno de los firmantes de la Carta Magna en 1215.
La rama francesa estableció un castillo de mota castral en el estuario del Sena, en Normandía, en Graville (hoy parte de Le Havre), hacia el siglo XI. Allí residieron como vasallos de los duques de Normandía y, posteriormente, de los reyes de Francia. La familia también fundó la aún existente Abadía de Graville junto al castillo.
El primer miembro de la rama francesa cuya vida se conoce con más detalle fue Jean III de Malet de Graville, quien fue condenado a muerte y ejecutado en 1356 por haber conspirado con Carlos II de Navarra para derrocar al rey Juan II de Francia. A pesar de esta deshonra, la familia pronto recuperó la confianza de la familia real. El abuelo de Louis, Jean V Malet de Graville, fue uno de los compañeros de Juana de Arco y recibió los títulos de "Gran Halconero de Francia" y "Maestro de los Ballesteros" por el rey Carlos VII de Francia.
Se casó con Jacqueline de Montaigu, lo que permitió a la familia adquirir importantes propiedades también en Île-de-France. Para mediados del siglo XV, la familia había acumulado vastas propiedades, especialmente en Normandía y en Hurepoix, al suroeste de París.
El escudo de armas de la familia Malet de Graville muestra tres broches o hebillas doradas sobre un fondo rojo; o, en términos heráldicos: de gules, tres hebillas de oro. Data al menos del siglo XIII y deriva su tintura de los colores de Normandía, rojo y dorado. Louis decoró profusamente con su escudo de armas sus manuscritos iluminados y los edificios que construyó o reparó. A menudo, este se muestra junto con una o varias anclas, símbolos que indican su alto rango como Almirante de Francia.
Su interés personal por la heráldica también se refleja en su posesión del Armorial Le Breton, el armorial ilustrado más antiguo conservado de Francia, el cual formaba parte de su extensa biblioteca.

## Biografía

### Primera etapa de su vida
Louis Malet de Graville probablemente nació en la década de 1440. Fue el segundo hijo de Jean VI Malet de Graville (fallecido en 1475), quien fue consejero y chambelán del rey Carlos VII y, posteriormente, de Luis XI. Su madre fue Marie de Montauban. No hay pruebas que detallen qué tipo de educación recibió Louis, pero parece plausible que fuera instruido por tutores privados en casa y, más adelante, en la corte.
Parece que no dominaba el latín o no se sentía cómodo con él, ya que todos los libros de la biblioteca que más tarde coleccionaría estaban en francés.
El padre de Louis, Jean VI, había participado en el intento francés de asegurar el trono de Inglaterra para Margarita de Anjou durante la Guerra de las Rosas. La expedición, liderada por Pierre de Brézé, fracasó, y Jean fue hecho prisionero por los ingleses en 1463. No sería liberado hasta 1478. Con la ausencia de su padre, Louis asumió algunos de sus cargos y comenzó una exitosa carrera en el centro de la política francesa.

### Carrera política bajo Luis XI
Louis asumió el papel de su padre como asistente del rey Luis XI. Fue presentado en la corte por su tío, Jean de Montauban. Una primera recompensa por sus servicios al rey data de 1470. En 1472, posiblemente para negociar con el conde rebelde Juan V, emprendió un viaje al condado de Armagnac, una misión delicada que indicaba que Louis gozaba de un alto grado de confianza del rey desde una etapa temprana.
A partir del año siguiente, se le menciona con los mismos títulos que una vez tuvo su padre en la corte: consejero y chambelán. En 1475, fue ascendido al importante puesto de jefe de los Gentilshommes ordinaires de la Maison du Roi, es decir, la guardia real. En 1476, se le confió otra tarea delicada que llevó a cabo con éxito: convencer a Carlos IV de Anjou de ceder parte de su herencia al rey de Francia.
Ese mismo año, Louis fue designado como uno de los jueces en el proceso contra Jacques d'Armagnac, un evento central en la política francesa de la época. También participó en las operaciones militares tras la muerte del duque de Borgoña, Carlos el Temerario, en 1477, con el objetivo de asegurar los antiguos territorios borgoñones para la corona francesa.
Luis XI apreciaba la inteligencia de Malet de Graville, así como su carácter flexible y conciliador. El rey parece haber tomado a Louis «bajo su protección», como escribe su biógrafo Mathieu Deldicque, y, en ausencia del propio padre de Malet, los dos parecen haber desarrollado una especie de relación padre-hijo. Luis XI le concedió a Louis el inusual privilegio de tener derecho a cazar en los bosques del dominio real.

### Regencia y ascenso a Almirante de Francia

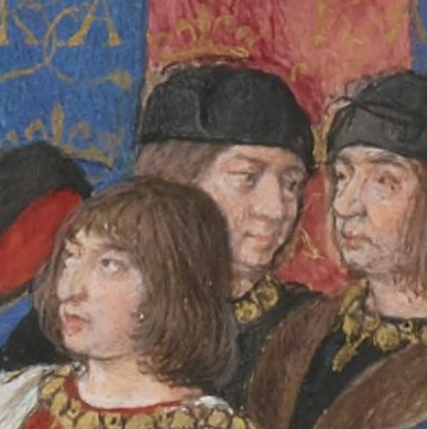
Detalle del frontispicio de los Statuts de l'ordre de Saint-Michel, iluminado por Jean Hey alrededor de 1493–1494. Se cree que el hombre en el centro es Louis Malet de Graville.

Tras la muerte de Luis XI, Francia entró en un período de regencia bajo Ana de Francia, hermana del futuro Carlos VIII, quien en ese momento tenía solo 13 años, y su esposo Pedro II, duque de Borbón. La pareja gobernó el país entre 1483 y 1491. Durante este tiempo, Louis desarrolló una relación cercana con Ana, convirtiéndose en un miembro central del consejo real y siendo el segundo en poder solo después de los propios regentes.
Su apoyo inquebrantable a los regentes durante la Guerra loca y la posterior guerra franco-bretona, organizando la campaña militar junto con Luis II de la Trémoille, aseguró su favor y benevolencia.
En 1483, cuando el cargo de Almirante de Francia quedó vacante, fue ofrecido a Louis. Mantendría este puesto hasta su muerte, con la excepción de los años 1508-1511, cuando lo ocupó su pariente Carlos II de Amboise. Era una posición prestigiosa y lucrativa, una de las Grandes Oficinas de la Corona de Francia, con un estatus equivalente al del Condestable de Francia.
Las responsabilidades del cargo incluían mantener la justicia marítima y la supresión de la piratería, brindar apoyo a los marineros y validar los bienes incautados, lo que también le daba derecho a un porcentaje muy rentable del valor de todos los bienes capturados. El almirante estaba respaldado por un teniente general, así como por tenientes en todos los puertos. En la práctica, su autoridad solo abarcaba las aguas costeras de Normandía y Picardía, ya que Provenza, Bretaña y Guyena estaban bajo la autoridad de almirantes regionales.
Además,  fue nombrado gobernador de Normandía y capitán de los puertos de Saint-Malo, Dieppe y Honfleur. En 1493, fue nombrado caballero de la Orden de San Miguel.

### Caída temporal en desgracia
En 1491, el hasta entonces rebelde duque de Orleans fue liberado de su cautiverio y se reconcilió con la familia real. Ese mismo año, el rey Carlos VIII se casó con Ana de Bretaña, hija del duque de Bretaña, a quien Malet de Graville había sido fundamental para derrotar durante la guerra franco-bretona. Las facciones en disputa se reconciliaron, pero también trajeron cierto antagonismo hacia Louis en la corte. Perdió el cargo de gobernador de Normandía, y se llegó a un acuerdo discreto entre varios miembros de alto rango de la corte, incluida su antigua benefactora Ana de Francia, para no apoyar al almirante.
Además, Louis se opuso ferozmente a la campaña militar en Italia que se estaba planeando en ese momento. Su oposición parece haber sido una mezcla entre preocupación genuina por dejar a Francia expuesta a incursiones inglesas y alemanas, así como parte de un juego de poder en la corte. Su postura crítica lo distanció aún más del joven rey y su entorno.
A principios de 1494, Louis se retiró a sus castillos en Malesherbes y Montagu, donde centró gran parte de su energía en proyectos de reconstrucción y en el encargo de obras de arte.

### Últimos años
Aunque fue en cierta medida relegado, su experiencia y peso político lo hicieron, hasta cierto punto, indispensable para la corona. Fue restituido como gobernador de Normandía y, poco después, también de Picardía, además de ser encargado de la defensa del reino en ausencia del rey durante la campaña en Italia. Ya en 1496, había retomado su asiento en el consejo real.
Tras la muerte de Carlos VIII y la ascensión al trono de Luis XII, participó en algunas de las expediciones italianas, y en 1504 se le pidió que realizara una revisión de las finanzas del reino. Tras la muerte de Carlos II de Amboise en 1511, recuperó nuevamente el cargo de Almirante de Francia.
Con la muerte de Luis XII, entró al servicio de Francisco I de Francia, convirtiéndose en el cuarto monarca al que sirvió. Falleció el 30 de octubre de 1516 en su castillo de Marcoussis, el Château de Montagu.

### Vida personal
Louis se casó con Marie de Balsac en la década de 1470, y la pareja tuvo cinco hijos: dos hijos varones, Louis y Joachim, quienes murieron jóvenes, y tres hijas: Louise, Jeanne y Anne. El padre de Marie, Rauffet de Balsac, también había servido de cerca a Luis XI, y su tío, Robert de Balsac, era escritor y cortesano.
La hija menor de la pareja, Anne de Graville (c. 1490–1540), fue una escritora, cortesana, intelectual y coleccionista de libros por derecho propio. Su matrimonio, en 1507 o 1508, con su primo Pierre de Balsac causó un gran conflicto con su padre, quien, durante un tiempo, la desheredó.
Louis llevó una vida itinerante, dividiendo su tiempo entre la corte y sus numerosas propiedades en París, Île-de-France y Normandía. También poseía dos residencias en París. Su residencia principal era el Château de Montagu en Marcoussis, que desde entonces ha caído en ruinas.
Llevó un estilo de vida lujoso acorde con su posición; se sabe que tenía una pequeña colección de animales que incluía un mono, un oso y varias aves. Su pasatiempo favorito era la caza.

## Legado

### Esfuerzos de reconstrucción
En Francia, la segunda mitad del siglo XV fue una época de reconstrucción tras la devastación provocada por la Guerra de los Cien Años. Otros conflictos, como la Guerra del Bien Público, también habían causado destrucción en las áreas donde Malet de Graville poseía tierras. Por ejemplo, las iglesias de Arpajon y Milly-la-Forêt habían sido incendiadas por las tropas inglesas; la iglesia de Arpajon fue quemada por las tropas de Eduardo III de Inglaterra en 1360, con 900 personas dentro, y aún no había sido completamente reparada a finales del siglo XV.
En este contexto, Louis emprendió varios proyectos para modernizar sus propiedades e intentar estimular la economía, aunque no necesariamente como una reacción inmediata a la destrucción causada por la guerra. Las propiedades de su familia también habían sufrido debido a la larga ausencia de su padre durante su cautiverio en Inglaterra. A través de varios proyectos iniciados en la década de 1480, Malet de Graville buscaba confirmar la propiedad de sus tierras, aumentar su rendimiento y sus ingresos, y promover su imagen como un señor benevolente, ayudando a la población.
Muchos de estos esfuerzos de reconstrucción se centraron en su principal propiedad en Marcoussis, pero también realizó obras en muchos otros lugares. Por ejemplo, las iglesias de Arpajon, Dourdan, Héricy, Malesherbes, Marcoussis y Milly-la-Forêt, todas al sur de París, así como la iglesia de Ingouville en Normandía, fueron reparadas, reconstruidas o ampliadas gracias al apoyo de Louis entre 1470 y 1516.
Además, Malet de Graville se dedicó a actualizar el marco legal en torno a sus propiedades, nombrando administradores locales y reorganizando los archivos. También construyó fortificaciones en las ciudades, molinos y palomares, ordenó la limpieza de antiguos estanques de peces y la excavación de nuevos, y en Arpajon y Milly-la-Forêt construyó grandes mercados cubiertos que aún se mantienen en pie.
El impacto de los esfuerzos de reconstrucción de Louis fue, por lo tanto, considerable. En Milly-la-Forêt, por ejemplo, financió la construcción de la sala de mercado, reparó la iglesia y amplió el castillo que había adquirido allí.

### Mecenas del arte
La actividad de Louis también se extendió al encargo de obras de arte. Entre ellas destaca un grupo escultórico que representa el Entierro de Cristo, encargado en 1495 e instalado en la capilla de su castillo en Malesherbes. El Entierro fue realizado por un escultor residente en París, aunque probablemente originario de Amberes, Adrien Wincart, y basado en diseños del Maestro de Coëtivy. Desde entonces, la obra ha sido trasladada a la iglesia de la localidad de Malesherbes. La historiadora francesa Catherine Grodecki la describió como uno de los Entierros más bellos de finales de la Edad Media.
Louis también encargó lápidas esculpidas para sus padres, realizadas por el escultor Oudart Trubert, en la iglesia de Graville. Probablemente también encargó la lápida de su abuelo Jean de Montagu en Marcoussis. Además, Louis sentía especial aprecio por los tapices y se sabe que poseía varios, incluyendo un conjunto diseñado por el mencionado Maestro de Coëtivy.

### Coleccionista de libros
Louis fue uno de los mayores bibliófilos de su tiempo. Su biblioteca, notablemente rica en manuscritos iluminados de alta calidad, ha sido reconocida durante mucho tiempo; por ejemplo, el medievalista Antoine Le Roux de Lincy escribió con entusiasmo sobre ella ya en 1860. Todavía existen 33 obras que pueden atribuirse con certeza a la biblioteca de Louis, aunque seguramente contenía muchas más. Muchos de sus libros fueron heredados posteriormente por su hija Anne y su yerno Claude d'Urfé.
La biblioteca de Louis consistía casi exclusivamente en libros escritos en francés, y la historia parecía ser su tema favorito, con obras sobre la historia antigua y crónicas bien representadas. El segundo género más presente era el romance caballeresco, en particular los relatos relacionados con la Materia de Bretaña. En otras palabras, sus gustos eran típicos de la antigua aristocracia feudal. La biblioteca de Louis contenía casi ningún libro religioso.
Una excepción es su propio libro de horas, que se conserva en la Huntington Library en San Marino, California. Sin embargo, dado el carácter suntuoso de la decoración, el gran formato y las ricas encuadernaciones de los libros que encargó, su biblioteca era claramente también una expresión de su mecenazgo artístico. Al parecer, el interés de Louis por la colección de libros era compartido por su esposa.